# Mines de fer de Tele-Nugar
Les Mines de fer de Tele-Nugar sont situées à environ 155 km au sud du centre régional de Melfi, dans le département de Barhr Signaka, région de Guera, au Tchad.

## Description
Décrites en 1911 par Jean-Robert Derendinger, qui en publie une photographie et des coupes, les mines de fer couvrent une zone d'environ 1 000 m de diamètre. Les habitants de Fanian qui utilisaient le site extrayaient le fer et le réduisaient en un produit final. 
Plusieurs trous peuvent être trouvés dispersés sur tout le site, permettant une ventilation et un éclairage suffisants pour les mineurs travaillant en dessous. Les piliers aident à soutenir une arche principale dans la mine, qui ont été sculptées directement dans les murs.

## Archéologie
Les spécimens archéologiques trouvés sur le site comprennent des restes de poêles utilisées pour la réduction du fer, des fragments de tuyaux de soufflage, des tessons de poterie et des tas de scories.

## Autres utilisations
En plus d'être utilisée comme une source de fer et un lieu de traitement artisanal physico-chimique, la mine servait également d'abri défensif pour les Fanians lors des raids du royaume du Ouaddaï.

## Statut de patrimoine mondial
Ce site a été ajouté à la Liste indicative du patrimoine mondial de l'UNESCO le 21 juillet 2005 dans la catégorie Culture.